# Кяревере (Тарту)
Кя́ревере (ест. Kärevere küla) — село в Естонії, у волості Тарту повіту Тартумаа.

## Населення
Чисельність населення на 31 грудня 2011 року становила 154 особи.

## Географія
Через населений пункт проходить автошлях 2 (Таллінн — Тарту — Виру — Лугамаа), естонська частина європейського маршруту E263. Від села починається дорога 41 (Кяревере — Кяркна).

## Історія
До 25 жовтня 2017 року село входило до складу волості Лаева.